# Björskogsnäs
Björskogsnäs är ett naturreservat på en udde med samma namn i sjön Torrvarpen i Hällefors kommun i Örebro län. Området är naturskyddat sedan 1973 och är 15 hektar stort. Reservatet består av inägor till en by med detta namn där en del av ängarna är idag är lövskog. Floran präglas av den kalkrika berggrunden. Många orkidéer gynnas av kalk och i reservatet finns såväl brudsporre som nattviol och guckusko. Markerna hålls öppna med slåtter och betesdjur. Björskogsnäs naturreservat ingår i EU:s nätverk av skyddad natur, Natura 2000.
Gården Björskogsnäs var ursprungligen ett finskt nybygge och har varit brukad och bebodd sedan slutet av 1500-talet.
På gårdstomten ligger två gårdsanläggningar med bostadshus och ekonomibyggnader av varierande ålder.